# Eduard Stahl
Eduard Stahl (* 1. Dezember 1849 in Frankfurt am Main; † 23. Mai 1926 in Stuttgart) war ein deutscher Architekt.

## Leben
Stahl studierte von 1866 bis 1872 am Polytechnikum Stuttgart bei Christian Friedrich von Leins und Adolf Gnauth. Anschließend war er dort für einige Zeit tätig und bereiste in den Jahren 1876 bis 1877 Italien. 1883 gründete er mit dem Schweizer Architekten André Lambert die Architektensozietät Lambert & Stahl in Stuttgart. Zu ihren Werken zählen unter anderem das Nationalmuseum in Bern und der Königin-Olga-Bau in Stuttgart.

## Bauten und Entwürfe
Sie gaben gemeinsam mehrere Schriften heraus.
Publikationen (Auswahl)
- Eduard Stahl: Das bürgerliche Wohnhaus, oder wie sollen wir unsere Wohnräume einrichten und ausstatten? Stuttgart 1882, OCLC 965616119.
- Eduard Stahl, André Lambert (Hrsg.): Motive der deutschen Architektur des XVI., XVII. und XVIII. Jahrhunderts, in historischer Anordnung. Mit Text von Hans Eduard von Berlepsch-Valendas. 2 Bände, I. Früh- und Hochrenaissance 1500–1650. II. Barock und Rokoko 1650–1800. J. Engelhorn, Stuttgart 1890.
- Eduard Stahl, André Lambert: Die Garten-Architektur (= Handbuch der Architektur. Band 4: Entwerfen, Anlage und Einrichtung der Gebäude. 10. Halbband). A. Bergsträsser, Stuttgart 1898 (archive.org).